# António Francisco Cardim
António Francisco Cardim (Viana do Alentejo, 1596-Macao, 1659) fue un sacerdote jesuita, misionero en el Lejano Oriente, y uno de los escritores del siglo XVII que registraron los hechos de los padres de la Compañía de Jesús en China y Japón.

Cardim nació en Viana do Alentejo en el año 1596, fue hijo de Jorge Cardim Frocs y de Catherina de Andrade. Ingresó en la Universidad de Évora donde fue admitido a la Compañía de Jesús el 24 de febrero de 1611, a los 15 años de edad. Como señal de su devoción a San Francisco Javier, Cardim agregó el nombre "Francisco" a su propio nombre.